# 香港電燈

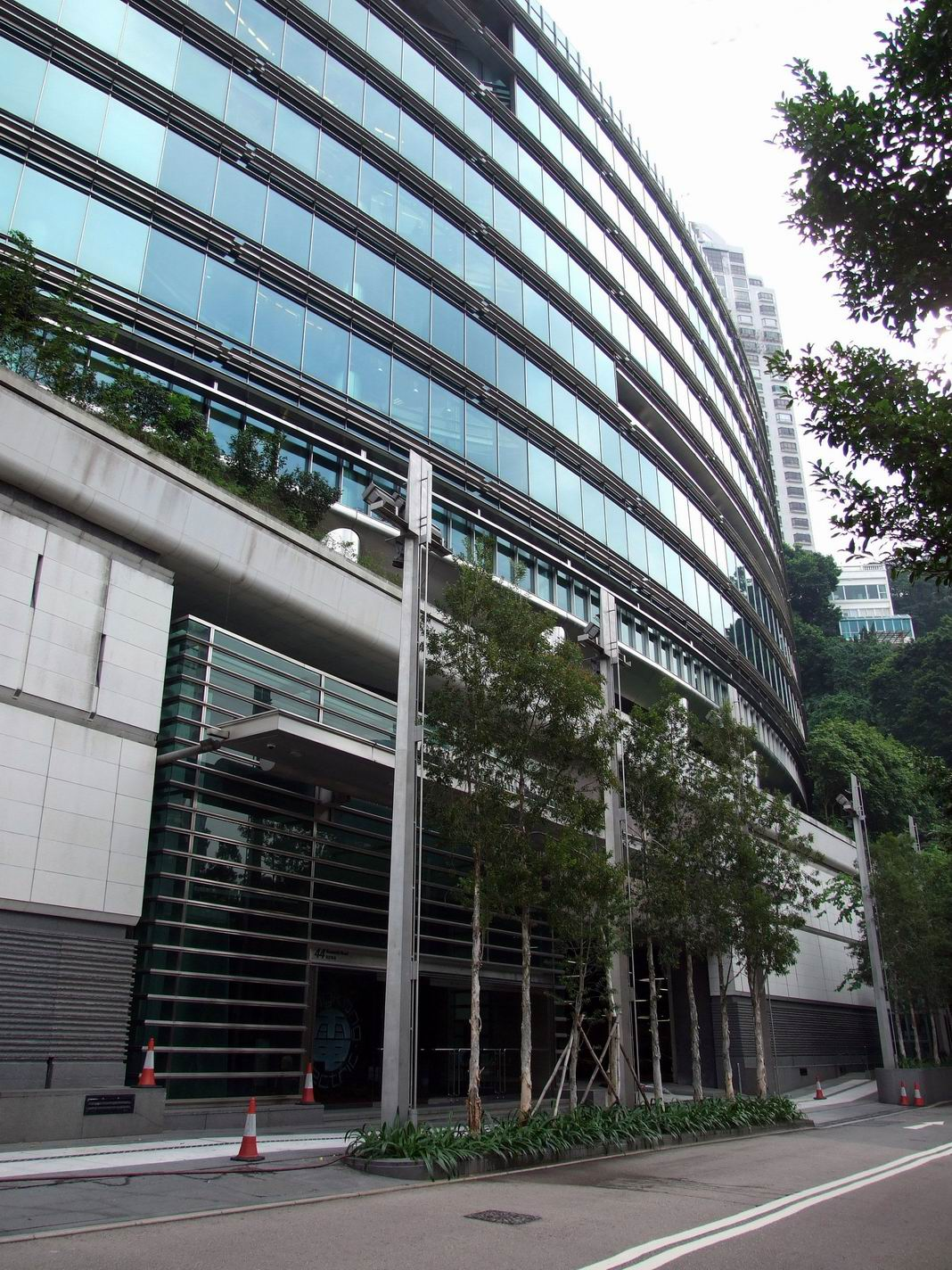
港燈中心

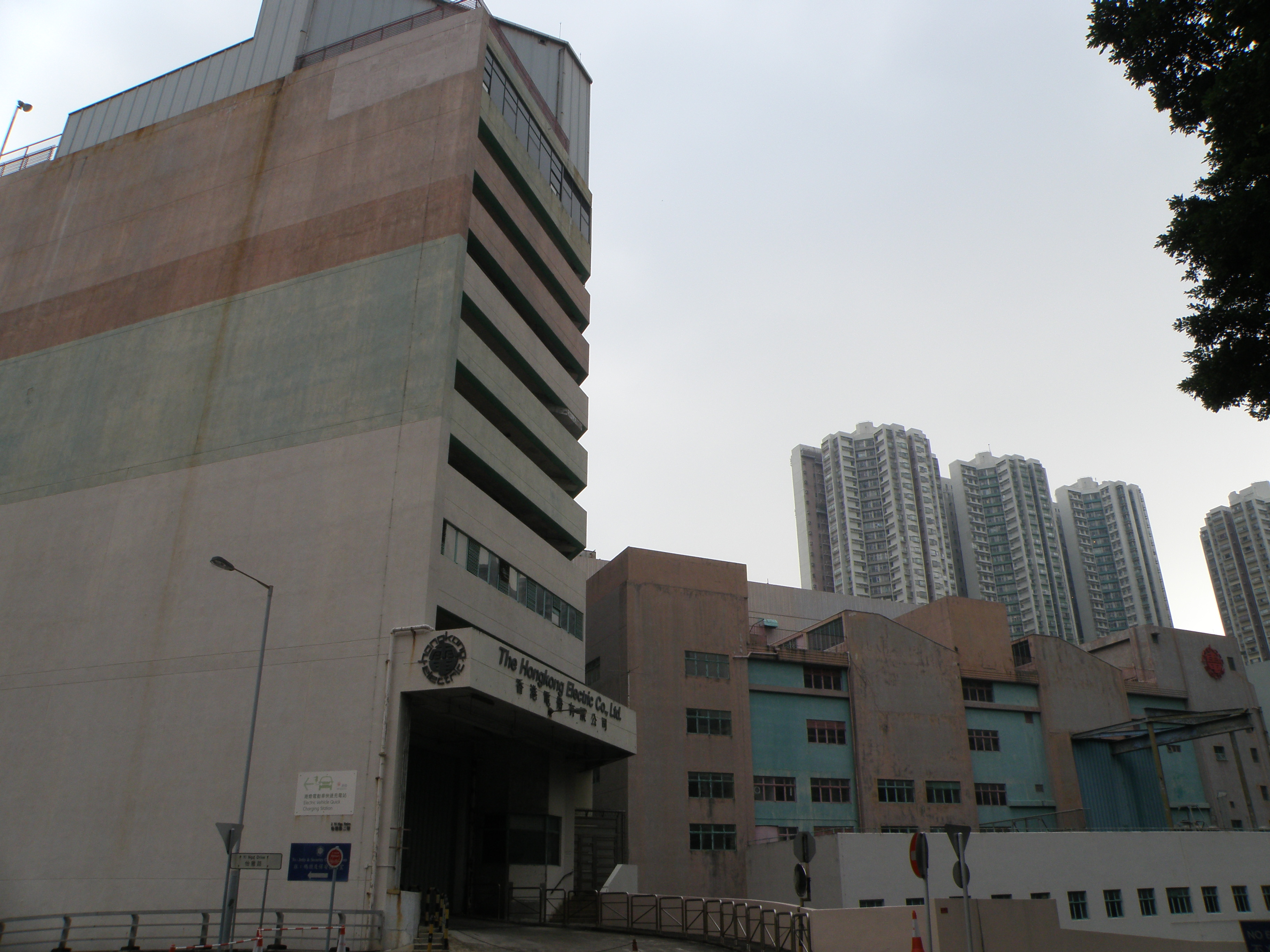
港燈鴨脷洲綜合大樓

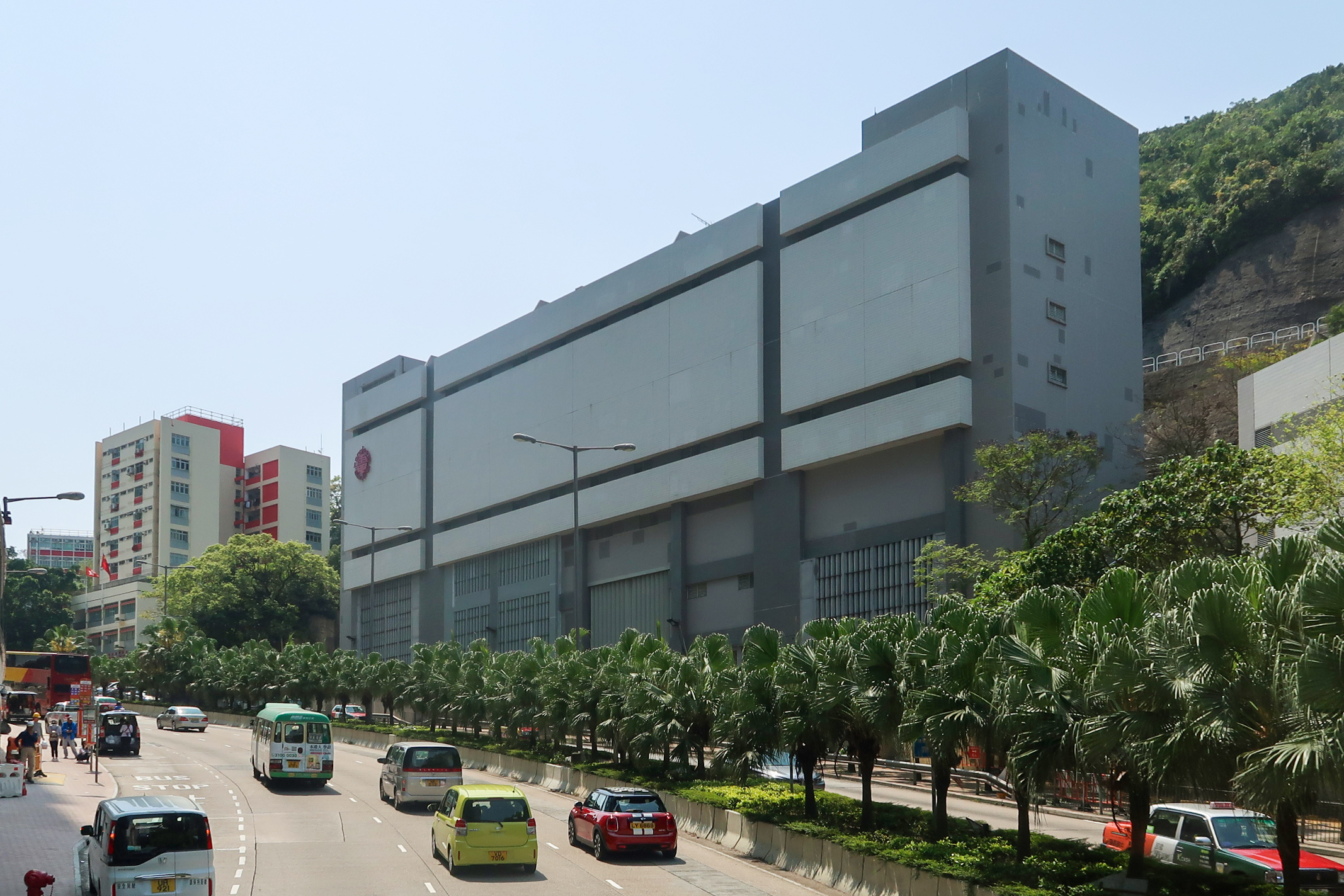
港燈柏架電力站

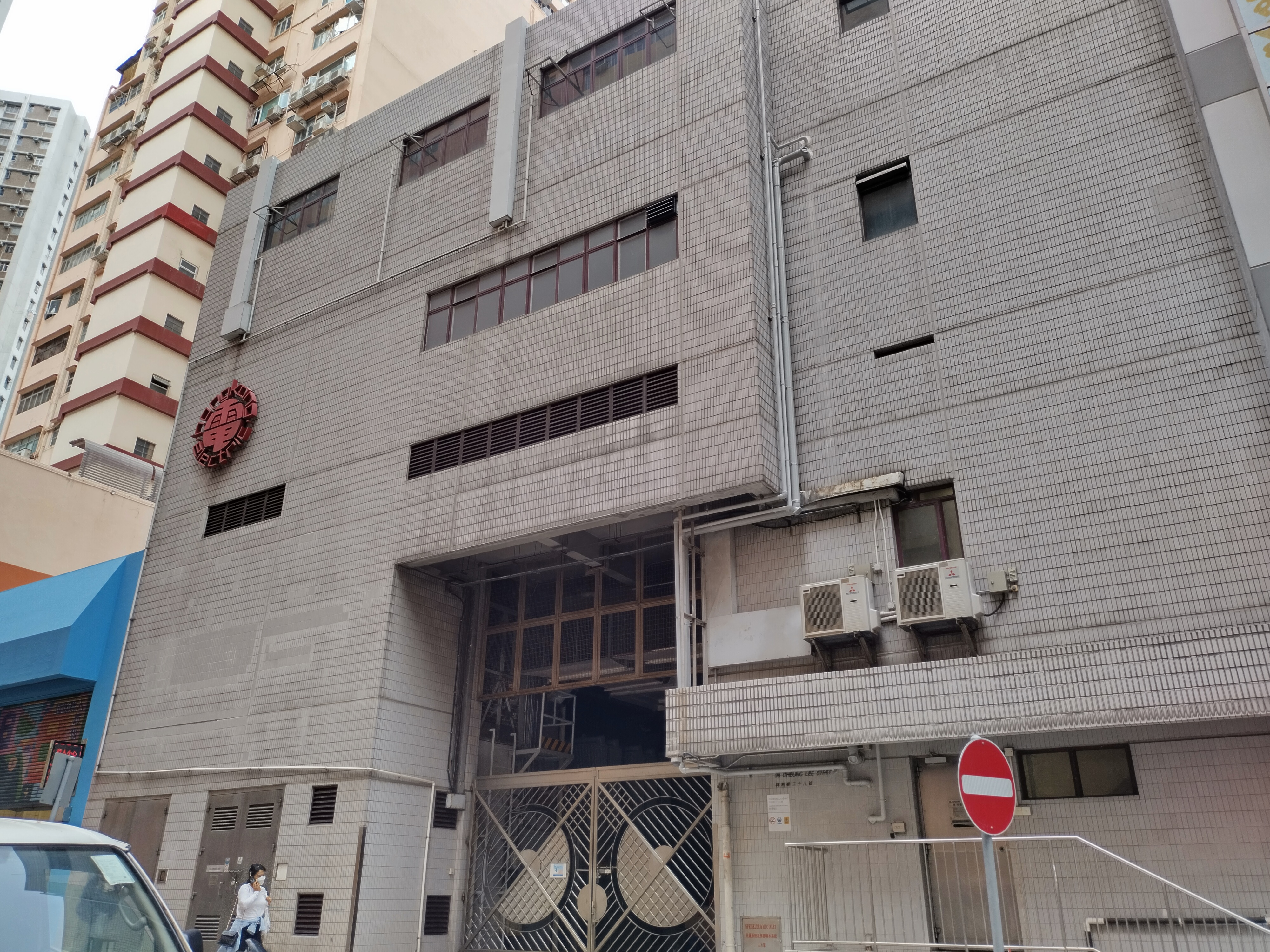
港燈柴灣祥利街變電站

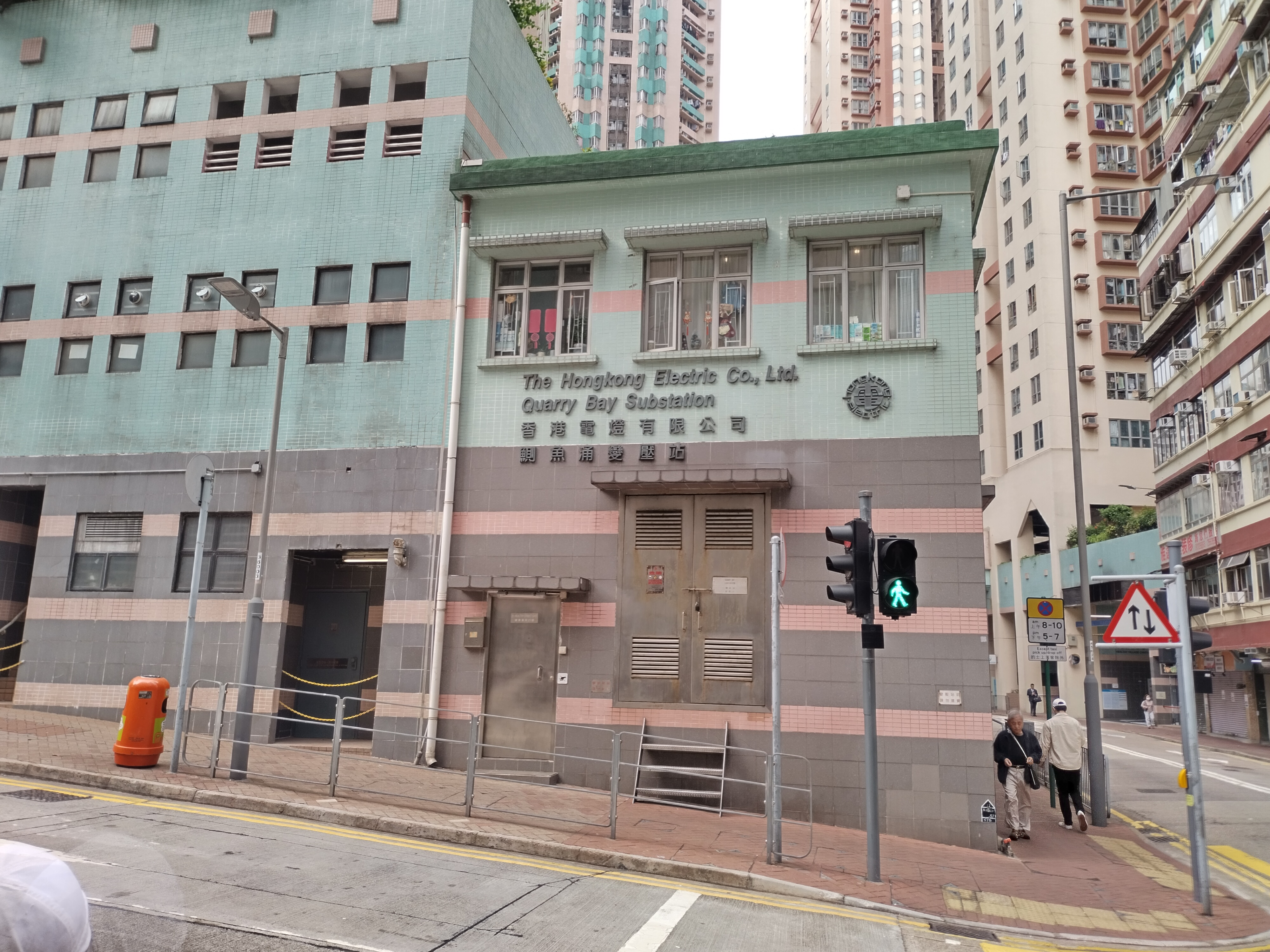
港燈鰂魚涌變電站

香港電燈有限公司（英語：The Hongkong Electric Company, Limited，簡稱：港燈），成立於1890年，屬港燈電力投資成員之一。 是現時香港兩間電力供應商之一（另一間為中華電力），負責供電予香港島（包括附近的小島嶼）、蒲台島、鴨脷洲及南丫島，也是這些地區唯一的電力供應商。發電設施設在南丫島，總發電量為3,737兆瓦。固定資產479億港元。
2011年2月16日，港灯的母公司開始為配合未來業務發展方向而正式将英文名改為電能實業有限公司。電能實業的意思，除了包括電力及能源，亦反映公司實幹及有實力之意。

## 歷史
香港是亞洲其中一個最早有電力供應的地方，而港燈亦是目前世界上歷史最悠久的電力公司之一。1888年，香港政府為了供應食水予山頂居民，與港燈簽署香港首份電力供應合約，供電予抽水揼抽水上太平山頂。1890年12月1日下午6時，港燈開始為香港島部份地區提供電力，包括燃亮位於中環德輔道中的首批50盞電街燈，使香港成為亞洲第二個用電力點亮街燈的城市。
港燈首間電廠為灣仔發電廠，位於灣仔星街和電氣街交界，初期發電量100千瓦。除發電機組廠房外，亦設有員工宿舍及辦公大樓。除中環以外，今日的日街、月街、星街、光明街及電氣街一帶，是香港首先有電力供應的地區，日、月、星三條街道的命名與《三字經》裡的「三光」有關，源於《三字經》裡「三才者，天地人。三光者，日月星」，比喻電力帶來光明。灣仔發電廠於1922年停產拆卸。
1910年，西環及洋人聚居的太平山頂開始有電力供應。為應付需求的增長，港燈於北角炮台山興建第二間發電廠──北角發電廠。1918年北角發電廠部份發電設施開始投產，初期發電量為2,500千瓦。由於電廠坐落於北角炮台山，位於北角的電氣道（Electric Road）及大強街（Power Street）因此而得名。直至1922年，港燈開始供應電力予於港島北部行走的香港電車。
第二次世界大戰期間，由於缺乏燃料及曾受嚴重破壞，北角發電廠於1944年停產，直到戰後修葺好後，於1945年10月4日再次投產，並繼續使用至1970年代末，現址已改建成住宅城市花園。
1962年，負責向九龍、新界供電的中華電力曾計劃與港燈合併，但最後不了了之。
為應付香港島不斷增長的電力需求，港燈於鴨脷洲興建全電腦化的發電廠，首台發電量60兆瓦的發電機組於1968年正式投入運作，1989年12月，鴨脷洲發電廠正式停產，其後改建成住宅海怡半島。

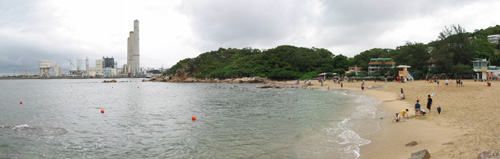
左方的煙囪屬南丫發電廠

1978年9月，政府正式批准港燈於南丫島菠蘿嘴興建更大規模的火力發電廠，分多期發展。南丫發電廠的第一台發電機組於1982年開始投產。現時共有8台燃煤機組、5台燃氣輪機，2台聯合循環機組及1台風力發電機，總發電量為3,736兆瓦。
港燈在1981年被置地收購，其後於1983年出售予李嘉誠旗下的和記黃埔。收購後仍以港燈為名於香港上市，及後港燈集團改名電能實業，但於香港保留香港電燈品牌。
港燈電力投資管理人有限公司，於2013年9月25日於香港註冊成立的有限公司，為電能的間接全資附屬公司，以其作為港燈電力投資的受託人－經理的身份。
2014年1月13日國家電網全資擁有的「國網國際」(State Grid Int'l Development； SGID)、將以87億至100億港元(下同)認購18%港燈股份
。電能實業則會持有上市後的42.4%權益。
2014年1月16日電能實業分拆的港燈電力投資(股份代號02638) 在香港交易所上市，發售4,426,900,000個股份合訂單位，佔緊隨重組及全球發售
完成後已發行股份合訂單位總數約50.1%，發售價5.45元，集資約235億元，1月29日在港交所掛牌上市。
現時由長江集團旗下的和記黃埔所屬的長江基建，持有港燈集團38.87%股權，為最大股東。

## 現況
港燈的供電地區包括香港島、鴨脷洲及南丫島。供應50赫交流電，電壓為220伏特單相電及380伏特三相電。港燈的輸電系統以275千伏及132千伏輸電，配電則採用22千伏、11千伏及380伏。1981年，港燈與中華電力的供電系統聯網，在北角與紅磡之間以132千伏跨海電纜連接。聯網的優點是在緊急時為對方提供電力支援，亦可以把電力互相傳送及減低電量儲備。
港燈南丫發電廠的總發電量為3,736兆瓦，當中包括8部燃煤機組、5台燃氣輪機，2台聯合循環機組及1台風力發電機。為改善空氣質素，提升減排能力，港燈早於1993年為燃煤機組安裝煙氣脫硫裝置，是當時全東南亞第一間安裝同類裝置的電力公司。到2010年，港燈8部燃煤機組中有6部已安裝了這部裝置，另外其中5部燃煤機組亦加設有低氮氧化物燃燒器。除此之外，2台聯合循環機組以液化天然氣為主要燃料，佔總發電量3成。
為了支持可再生能源發展及保護環境，港燈在南丫島大嶺興建香港首座風力發電站（南丫風采發電站），設有800千瓦風力發電渦輪機，於2006年2月23日落成啟用，現時風站已成為南丫島的旅遊景點。為增加香港使用及發展可再生能源發電，港燈計劃在南丫島西南水域興建離岸風力發電場。風場佔地600公頃，計劃安裝約28至35台風力發電機組，每台發電量為2.3至3.6兆瓦，總產電量約達100兆瓦，預計每年產電1.7億度，佔港燈年總發電量約1%至2%，預計於2015年落成投產。
港燈的系統控制中心位於鴨脷洲電燈大樓，全日24小時監控整個供電系統，在1999年7月啟用。自1997年至今，港燈的供電可靠度達99.999%。
為把電力由港島南部（南丫島）輸送至港島北部，港燈在港島共興建了6條電纜隧道，用作舖設275千伏電纜。第一條電纜隧道連接華富邨至寶雲道，全長3.1公里，1988年落成。第二條電纜隧道由南風道至柏架山，全長5.7公里，1993年完成。另外四條電纜隧道是分別長約 0.8 公里的田灣至華富電纜隧道及數碼港至華富電纜隧道，長約 0.2 公里的榕樹灣電纜隧道及長約 0.1 公里的北角嘴電纜隧道。至2009年，港燈共有超過3,500個客戶變電站。

## 海外業務
隨著本港電力業務日趨飽和，港燈近年主力發展香港以外的能源市場。港燈集團於1997年成立全資附屬公司港燈國際有限公司（港燈國際），負責集團之國際投資業務。在2000年1月，港燈國際與長江基建集團有限公司（長江基建）在澳洲成功聯手購入為期200年的 Electricity Trust of South Australia (ETSA) 配電業務經營權，而ETSA更是南澳洲唯一的配電商。同年9月，港燈國際及長建收購了澳洲維多利亞省最大的配電商 Powercor Australia Limited (Powercor)。完成收購ETSA及Powercor 後，港燈國際及長建成為澳洲最大的配電商。在2002年7月，港燈國際及長建更成功收購為墨爾本市及其週邊郊區提供電力的 Citipower。
港燈國際在2005年6月收購了英國其中一個配氣網 Northern Gas Networks Limited，現時持有41.29%股權。在加拿大，港燈國際擁有Stanley Power Inc. 的50%股權。Stanley Power Inc. 擁有六個

## 發電燃料
- 天然氣：50%，來自澳洲及卡塔爾
- 煤：50%，來自印尼[7]

## 利潤管制協議

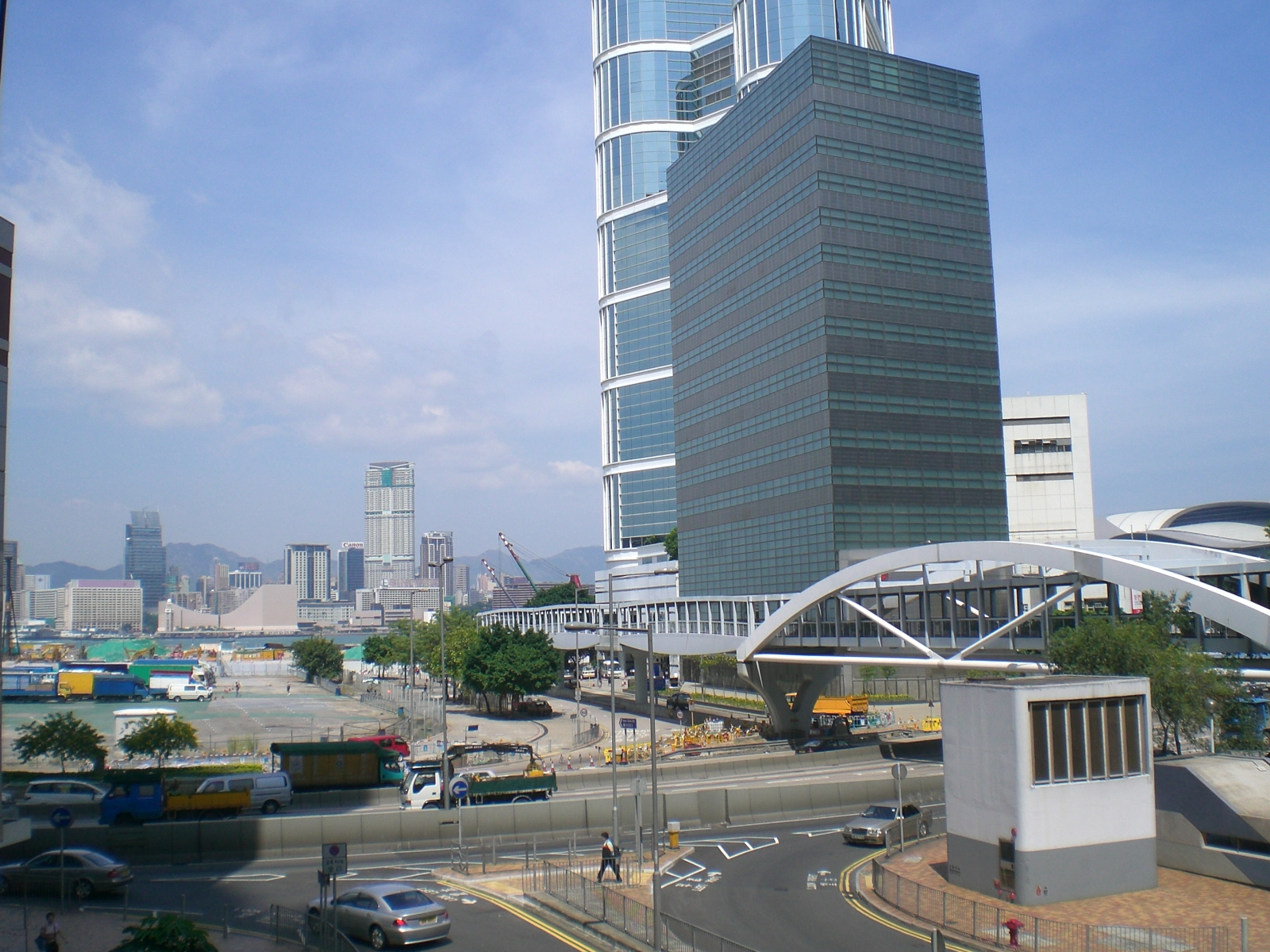
香港電燈金鐘電力站大廈

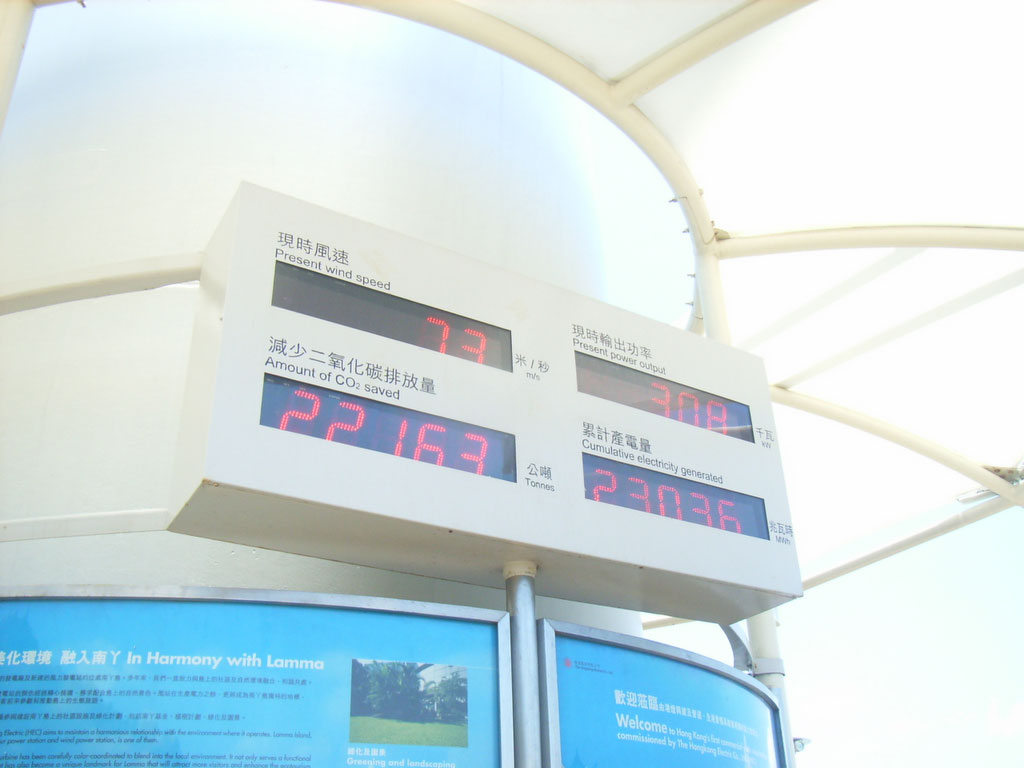
南丫風采發電站咪錶讀數

香港的供電業務在1979年起開始受香港政府的利潤管制協議監管，但並非專營協議，電力公司並無指定可供電的地區，新的供電商理論上可進入市場。
港燈與政府的第一份管制計劃協議在1994年1月1日開始，為期15年，並於2008年1月7日簽署新一份為期10年，之後可獲續期5年，新協議於2009年1月1日生效。在新簽訂的管制計劃協議下，港燈的准許利潤回報訂為除可再生能源資產外的固定資產平均淨值的9.99%，較第一份協議的13.5%為低，而投資在可再生能源的回報，則訂為11%。
自新協議生效後，港燈由2009年1月1日起將電費平均下調5.9%；住宅用戶減幅更達6.4%，每月用電500度的家庭可慳近40元。港府雖然透過新的管制計畫協議，令港燈基本電費減近兩成，但由於燃煤價格自2008年初至2009年中大幅上升近三倍，抵銷了部份基本電價的減幅。

## 未來發展
為配合政府的環保政策，增加香港使用及發展可再生能源發電，港燈計劃在南丫島西南水域興建離岸風力發電場。風場佔地600公頃，計劃安裝約28至35台風力發電機組，每台發電量為2.3至3.6兆瓦，總產電量約達100兆瓦，預計每年產電1.7億度，佔港燈年總發電量約1%至2%，預計於2015年落成投產。

## 外部連結
- 香港電燈公司網頁 （页面存档备份，存于）
- 港燈電力投資—上市文件 （页面存档备份，存于）